# Robert Le Lorrain

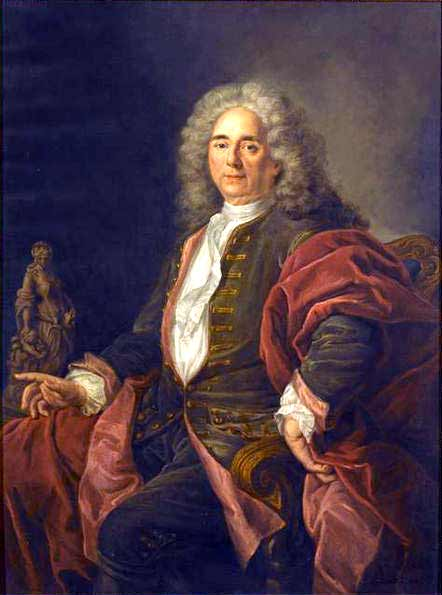
Robert Le Lorrain målad av Hubert Drouais

Robert Le Lorrain, född 1666, död 1743, var en fransk skulptör.
Bland hans främsta verk var den dekorativa skulpturgruppen i rokokostil Solens hästar, placerad ovanför porten till Hôtel de Rohan i Paris. Bland hans elever märks Jean-Baptiste Pigalle.